# Eremochloa
Eremochloa Buse é um género botânico pertencente à família Poaceae, subfamília Panicoideae, tribo Andropogoneae.
O gênero apresenta 15 espécies. Ocorrem na Ásia, Australásia, Pacífico, América do Norte e América do Sul.

## Principais espécies
- Eremochloa bigelovii S. Watson
- Eremochloa lanceolata Buitenhuis
- «PPP-Index Lista completa»